# Nick du Toit
Servaas Nicolaas «Nick» du Toit es un vendedor de armas sudafricano y exoficial del temido Batallón 32 de las Fuerzas de Defensa de Sudáfrica.

## Biografía
Estuvo implicado en el complot para derrocar a Teodoro Obiang de Guinea Ecuatorial. Fue procesado en Malabo junto con otros 18 hombres acusados de ser la vanguardia de una fuerza de 70 hombres sospechosos de ser mercenarios. Los fiscales del estado pidieron la pena de muerte, pero cuando todos fueron encontrados culpables, recibieron penas de encarcelamiento, recibiendo du Toit una condena a 34 años en la notoria prisión de Malabo. La falta de penas de muerte en el fallo judicial es considerada por algunos como una táctica para facilitar la extradición de otros hombres vinculados con el golpe frustrado, como Mark Thatcher y Simon Mann, desde países como el Reino Unido que se oponen a la pena de muerte.
Su parte en el golpe de Estado fue el abastecimiento de los mercenarios con armas como fusiles AK-47, lanzacohetes RPG-7, ametralladoras PK, y morteros, y tomar la torre de control del aeropuerto de Malabo para después cambiar la frecuencia y establecer contacto con un avión trayendo más mercenarios desde Zimbabue.
Después de su captura, salió en la televisión sudafricana proclamando el fracaso del golpe y los nombres de sus coconspiradores. Sus vínculos empresarios con Armengol Ondo Nguema, el hermano menor de Teodoro Obiang, han hecho que el hijo del dictador sospeche un golpe de palacio. La esposa de Nick ha dicho que la aparición televisiva fue obligada por la tortura; específicamente, aplastando los pies de Nick hasta que salieron las uñas, choques eléctricos, y golpizas.
Du Toit cumplió cinco años y ocho meses de una condena de 34 años, siendo torturado, golpeado, sometido a inanición y recluido durante gran parte del tiempo en régimen de aislamiento.
Obiang le otorgó el indulto presidencial el 3 de noviembre de 2009 y fue liberado, junto con Sergio Fernando Patricio Cardoso, José Passocas Domingos y Georges Olympic Nunez Alerson. Simon Mann también fue liberado y regresó a Inglaterra el 6 de noviembre de 2009.
Desde entonces, Du Toit se retiró como soldado de carrera y actualmente trabaja en la venta de vehículos en Yemen.